# Корве-йе-Дарджазин
Корве-йе-Дарджази́н или Горве-йе-Дарджази́н (перс. قروه درجزین‎) — небольшой город на западе Ирана, в провинции Хамадан. Входит в состав шахрестана  Разан.
Корве-йе-Дарджазин возник в результате слияния городов Корве (также Курве или Горве) и Дарджазин (Дарвазин, Дарьязин).

## География
Город находится в северо-восточной части Хамадана, в горной местности, на высоте 1 783 метров над уровнем моря.
Корве-йе-Дарджазин расположен на расстоянии приблизительно 75 километров к северо-востоку от Хамадана, административного центра провинции и на расстоянии 197 километров к юго-западу от Тегерана, столицы страны.

## Население
На 2006 год население составляло 9 335 человек; в национальном составе преобладают азербайджанцы и персы, в конфессиональном — мусульмане-шииты.